# Brookfield Township (Clinton County, Iowa)
Die Brookfield Township ist eine von 18 Townships im Clinton County im Osten des US-amerikanischen Bundesstaates Iowa.

## Geografie
Die Brookfield Township liegt im Osten von Iowa  rund 50 km westlich des Mississippi, der die Grenze zu Illinois bildet. Die Grenze zu Wisconsin befindet sich rund 65 km nördlich.
Die Brookfield Township liegt auf 41°59′29″ nördlicher Breite und 90°43′21″ westlicher Länge und erstreckt sich über 94,19 km².
Die Brookfield Township liegt im Norden des Clinton County und grenzt im Norden an das Jackson County. Innerhalb des Clinton County grenzt die Brookfield Township im Osten an die Bloomfield Township, im Südosten an die Welton Township, im Süden an die Grant Township, im Südwesten an die Liberty Township und im Westen an die Sharon Township.

## Verkehr
Durch die Brookfield Township führt in West-Ost-Richtung der Iowa Highway 136. Alle weiteren Straßen sind County Roads sowie weiter untergeordnete und zum Teil unbefestigte Fahrwege.
Der nächstgelegene Flugplatz ist der rund 2 km nördlich der Township gelegene Maquoketa Municipal Airport; der nächstgelegene größere Flughafen ist der rund 70 km südlich gelegene Quad City International Airport.

## Bevölkerung
Bei der Volkszählung im Jahr 2010 hatte die Township 416 Einwohner. Neben Streubesiedlung existiert in der Brookfield Township mit Elwood nur eine (gemeindefreie) Siedlung.